# Unified Display Interface
Unified Digital Interface of UDI is een videostandaard, oorspronkelijk bedoeld als digitale vervanger voor de VGA-standaard. Deze standaard zou voornamelijk gebruikt worden tussen computer en beeldscherm, hoewel het wel compatibel zou worden met HDMI, dat gericht is op verbindingen tussen multimedia-apparatuur als Blu-rayspelers en televisies. Het is echter nooit gelukt deze als nieuwe standaard in te voeren, in plaats daarvan is de industrie op DisplayPort overgestapt.

## Achtergrond
Eind 2005 besloot een aantal hardwarebedrijven, waaronder Silicon Image, Apple, Intel, LG, Samsung en nVidia, gezamenlijk een nieuwe standaard maken voor videoconnectoren, als vervanger van de vele verschillende standaarden voor video-overdracht. Deze nieuwe digitale videostandaard zou dan UDI gaan worden. Dit staat voor Unified Display Interface en deze zou andere standaarden, zoals VGA, S-Video, HDMI en DVI moeten gaan vervangen. Het zou een directe, vereenvoudigde, opvolger van DVI moeten worden, met compatibiliteit met HDMI en ondersteuning van het HDCP-protocol voor afscherming van het videosignaal.

## Eigenschappen
Doordat de UDI-connectoren veel eenvoudiger in elkaar zouden zitten dan die van DVI zouden ze veel goedkoper moeten worden dan de DVI-connectoren. Dit zou een groot voordeel moeten leveren bij het produceren van goedkope hardware. Daarbij komt ook nog dat er nagenoeg geen licentiekosten verbonden zijn aan het inbouwen van UDI waarmee het voor producenten veel interessanter zou zijn om UDI in te bouwen. UDI zou producenten ook de vrijheid geven in resoluties en encryptie. Een nadeel in het gebruiksgemak van UDI is dat de connectoren in tegenstelling tot deze van HDMI niet bi-directioneel zijn. Dit wil zeggen dat beide connectoren van de kabel verschillend zijn, waarbij een voor de zender en een voor de ontvanger bedoeld is. Daarnaast ondersteunt UDI enkel video, waardoor een aparte audiokabel noodzakelijk is.

## Opheffing
De afwerking van UDI was voorzien voor juli 2006 en er werd voorspeld dat UDI de standaard voor jaren zou worden voor in de toekomst. Echter ontwikkelde de VESA (Video Electronics Standards Association) ongeveer gelijktijdig de DisplayPort-standaard. Hoewel de ontwikkelaars van UDI niet inzagen hoe DisplayPort beter was dan UDI stapten diverse partijen over op DisplayPort. Begin 2007 is de ontwikkeling van UDI stopgezet is en de ontwikkelgroep opgeheven.